# Ле Крете (Л'Аквила)
Ле Крете (итал. Le Crete) је насеље у Италији у округу Л'Аквила, региону Абруцо.
Према процени из 2011. у насељу је живело 29 становника. Насеље се налази на надморској висини од 809 м.